# Microdeutopus anomalus
Microdeutopus anomalus är en kräftdjursart som först beskrevs av Martin Heinrich Rathke 1843.  Microdeutopus anomalus ingår i släktet Microdeutopus och familjen Aoridae. Arten är reproducerande i Sverige. Inga underarter finns listade i Catalogue of Life.